# Peter Simonsson Falck
Peter Simonsson Falck, död troligen 1622, var en svensk diplomat.
Peter Simonsson Falck var son till Simon Hansson, skrivare i Kalmar. Han blev 1605 student vid Uppsala universitet och fungerade som handledare åt Åke och Thure Axelsson (Natt och Dag) under deras utrikes studieresa 1610–1619. Under tiden blev han student vid Wittenbergs universitet 1610, filosofie magister där 1611 och var student vid Tübingens universitet 1613–1614 och Leidens universitet från 1616. 1617–1619 vistades han med sina studenter i Paris. Han utsågs 1620 till efterträdare åt Jacob van Dijck som kunglig sekreterare och agent i Nederländerna. Under denna tid företog han 1620 en beskickning till ärkebiskop Johan Fredrik av Bremen och en till England. På hösten 1621 hemkallades han till Sverige. Han avled troligen kort därefter, i december 1621 omtalas han ännu i livet men var i oktober 1622 död.